# 萨兰莱泰尔姆
萨兰莱泰尔姆（法語：Salins-les-Thermes，法語發音：[salɛ̃ le tɛʁm]）是法国萨瓦省的一个旧市镇，属于阿尔贝维尔区。2016年1月1日，萨兰莱泰尔姆与市镇方丹勒皮合并为新市镇萨兰-方丹，萨兰莱泰尔姆为新市镇行政中心。

## 地理
萨兰莱泰尔姆（45°28'19"N, 6°31'43"E）面积4.17 平方千米，位于法国奥弗涅-罗讷-阿尔卑斯大区萨瓦省，该省份为法国东部省份，历史上为薩伏依的一部分，北起上萨瓦省，西接伊泽尔省和安省，南部和东部与上阿尔卑斯省和意大利接壤。
与萨兰莱泰尔姆接壤的市镇（或旧市镇、城区）包括：穆捷、费松叙萨兰、布里德莱班、维拉尔吕兰、方丹勒皮、勒布瓦。
萨兰莱泰尔姆的时区为UTC+01:00、UTC+02:00（夏令时）。

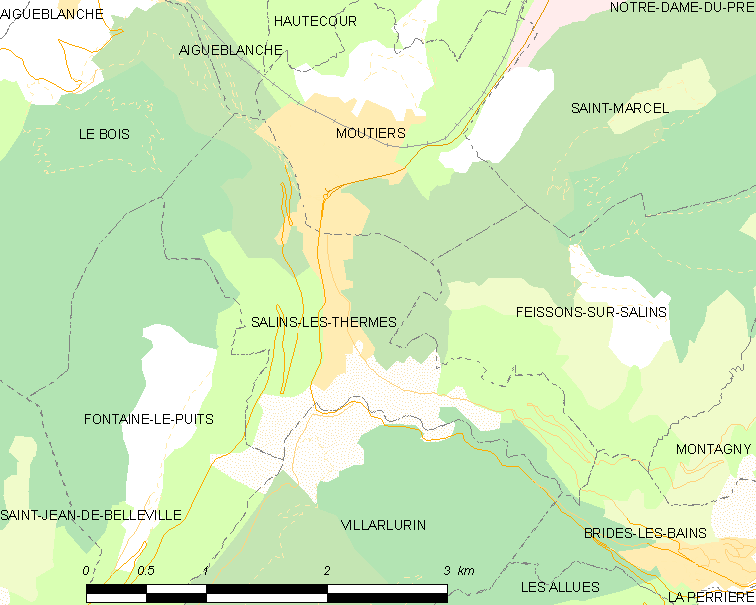
萨兰莱泰尔姆的OSM定位图

## 行政
萨兰莱泰尔姆的邮政编码为73600，INSEE市镇编码为73284。

## 政治
萨兰莱泰尔姆所属的省级选区为穆捷县。

## 人口

1962-2008年间萨兰莱泰尔姆人口变化图示

萨兰莱泰尔姆于2018年1月1日时的人口数量为886人。